# روني باير
روني باير (17 فبراير 1966 في بلجيكا - ) هو مدرب كرة سلة ولاعب كرة سلة بلجيكي في مركز الهجوم خلفي. لعب مع R.C. Mechelen ‏.

## وصلات خارجية
- روني باير على موقع الاتحاد الدولي لكرة السلة (الإنجليزية)
- روني باير على موقع كرة السلة الأوروبية.كوم (الإنجليزية)
- روني باير على موقع بروبوليرز (الإنجليزية)